# Kaschmiriosoma nulla
Kaschmiriosoma nulla är en mångfotingart som först beskrevs av Carl Graf Attems 1936.  Kaschmiriosoma nulla ingår i släktet Kaschmiriosoma och familjen orangeridubbelfotingar. Inga underarter finns listade i Catalogue of Life.